# Puchar Litwy w piłce nożnej (2012/2013)
Puchar Litwy w piłce nożnej mężczyzn 2012/2013 (lt. 2012/13 m. LFF taurės) – 24. edycja rozgrywek mających na celu wyłonienie zdobywcy Pucharu Liwy, który uzyskał tym samym prawo gry w kwalifikacjach Ligi Europy UEFA sezonu 2013/2014. Obrońcą trofeum było Žalgiris Wilno. Finał turnieju odbył się 19 maja 2013.

## I Runda
Grę rozpoczynają zespoły z lig regionalnych i część z II Lygy
| Drużyna 1                      | Wynik | Drużyna 2                 |
| ------------------------------ | ----- | ------------------------- |
| 31 maja 2012                   |       |                           |
| TEC Wilno                      | 0:1   | Spartakas Wiłkomierz      |
| 2 czerwca 2012                 |       |                           |
| GB United Wilno                | 4:1   | KUPCS Szawle              |
| 3 czerwca 2012                 |       |                           |
| FK Šilas Kozłowa Ruda          | 2:1   | FK Titanas Olita          |
| Minija Kretynga                | 0:1   | FBK Kowno                 |
| Trivartis Wilno                | 1:8   | Bekentas Wilno            |
| 4 czerwca 2012                 |       |                           |
| Pionieriai Wilno               | 3:2   | FK Rakiszki               |
| 5 czerwca 2012                 |       |                           |
| FK 91 United Kowno             | 4:1   | Ozo Tapyrai Wilno         |
| 7 czerwca 2012                 |       |                           |
| Rezervai Wilno                 | 0:1   | Sveikata Kibarty          |
| 8 czerwca 2012                 |       |                           |
| Aukštaitijos Akmenys Poniewież | 1:2   | Gariūnai Wilno            |
| 9 czerwca 2012                 |       |                           |
| Peruno Wilno                   | 2:1   | Ekrano senjorai Poniewież |
| TAIP-Žygis Janiszki            | 2:3   | Ipukis Mariampol          |
| 10 czerwca 2012                |       |                           |
| Sakuona-Klarksonas Pliki       | 1:3   | Aktas Wilno               |
| 11 czerwca 2012                |       |                           |
| Celsis Kowno                   | 2:5   | Lokomotyvas Radziwiliszki |
| 13 czerwca 2012                |       |                           |
| Prelegentai Wilno              | 6:2   | Širvinta Szyrwinty        |
| Ozas Wilno                     | 4:1   | Kuršiai Kłajpeda          |

Źródło: lff.lt

## II Runda
Do gry dołączają pozostałe zespoły z II Lygy i część zespołów z I Lygy
| Drużyna 1            | Wynik       | Drużyna 2                 |
| -------------------- | ----------- | ------------------------- |
| 27 czerwca 2012      |             |                           |
| FBK Kowno            | 3:6         | Spyris Kowno              |
| 29 czerwca 2012      |             |                           |
| Bekentas Wilno       | 6:1         | Švyturys Mariampol        |
| 30 czerwca 2012      |             |                           |
| Polonia Wilno        | 4:0         | Pietų IV Wilno            |
| 6 lipca 2012         |             |                           |
| Rinkuškiai Wilno     | 1:0         | Taip Wilno                |
| Gariūnai Wilno       | 4:5         | Lokomotyvas Radziwiliszki |
| 8 lipca 2012         |             |                           |
| Sveikata Kibarty     | 1:5         | GB United Wilno           |
| Spartakas Wiłkomierz | 4:1         | Saulininkas Szawle        |
| 9 lipca 2012         |             |                           |
| Rotalis Wilno        | 1:2         | Prelegentai Wilno         |
| 10 lipca 2012        |             |                           |
| FK Połąg             | 1:0         | FK Šilas Kozłowa Ruda     |
| Ipukis Mariampol     | 3:0         | Pionieriai Wilno          |
| Ozas Wilno           | 0:3         | Granitas Wilno            |
| FK 91 United Kowno   | 7:1         | Lietuvos Rytas Wilno      |
| 13 lipca 2012        |             |                           |
| Viltis Wilno         | 2:4         | Ave.Ko Wilno              |
| Peruno Wilno         | 0:1         | Kiemas Wilno              |
| 14 lipca 2012        |             |                           |
| Sarema Kłajpeda      | 3:0         | Katastrofa Wilno          |
| FK Jambo Kłajpeda    | 0:0, k. 5:4 | Aktas Wilno               |

Źródło: lff.lt

## III Runda
| Drużyna 1                 | Wynik   | Drużyna 2            |
| ------------------------- | ------- | -------------------- |
| 13 sierpnia 2012          |         |                      |
| Ave.Ko Wilno              | 3:2     | Kiemas Wilno         |
| 18 sierpnia 2012          |         |                      |
| Spyris Kowno              | 3:0     | Spartakas Wiłkomierz |
| 21 sierpnia 2012          |         |                      |
| Lokomotyvas Radziwiliszki | 2:3 pd. | FK Połąg             |
| Polonia Wilno             | 3:0     | Bekentas Wilno       |
| Granitas Wilno            | 2:1     | Sarema Kłajpeda      |
| 23 sierpnia 2012          |         |                      |
| FK 91 United Kowno        | 2:1     | GB United Wilno      |
| 24 sierpnia 2012          |         |                      |
| Prelegentai Wilno         | 4:2 pd. | Rinkuškiai Wilno     |
| 29 sierpnia 2012          |         |                      |
| Ipukis Mariampol          | 2:1     | FK Jambo Kłajpeda    |

Źródło: lff.lt

## IV Runda
Do gry dołączają pozostałe zespoły z I Lygy i 1 zespół z A Lygy
| Drużyna 1         | Wynik   | Drużyna 2          |
| ----------------- | ------- | ------------------ |
| 19 września 2012  |         |                    |
| FK Troki          | 1:2     | Venta Kurszany     |
| 26 września 2012  |         |                    |
| Atlantas Kłajpeda | 3:0 wo. | FK Kėdainiai       |
| Granitas Wilno    | 3:0 wo. | FK 91 United Kowno |
| FK Połąg          | 2:0     | Ipukis Mariampol   |
| Ave. Ko Wilno     | 0:15    | Nevėžis Kiejdany   |
| Spyris Kowno      | 6:2     | Polonia Wilno      |
| 28 września 2012  |         |                    |
| FK Szyłokarczma   | 2:0     | Prelegentai Wilno  |

Źródło: lff.lt

## V Runda
Do gry dołączają pozostałe zespoły z A Lygy i 1 zespół z I Lygy
| Drużyna 1            | Wynik   | Drużyna 2         |
| -------------------- | ------- | ----------------- |
| 22 października 2012 |         |                   |
| Spyris Kowno         | 2:3 pd. | FK Szyłokarczma   |
| 23 października 2012 |         |                   |
| Nevėžis Kiejdany     | 0:1     | Lietava Janów     |
| Tauras Taurogi       | 0:3     | Žalgiris Wilno    |
| Kruoja Pokroje       | 5:0     | FK Połąg          |
| Granitas Wilno       | 4:0     | Venta Kurszany    |
| 24 października 2012 |         |                   |
| Dainava Olita        | 0:3     | Ekranas Poniewież |
| FK Szawle            | 1:0     | Banga Gorżdy      |
| Atlantas Kłajpeda    | 1:0     | Sūduva Mariampol  |

Źródło: lff.lt

## Ćwierćfinały
| Drużyna 1         | Wynik   | Drużyna 2         |
| ----------------- | ------- | ----------------- |
| 6 listopada 2012  |         |                   |
| Granitas Wilno    | 1:6     | Žalgiris Wilno    |
| 7 listopada 2012  |         |                   |
| Kruoja Pokroje    | 0:2     | Ekranas Poniewież |
| FK Szawle         | 4:1     | Lietava Janów     |
| Atlantas Kłajpeda | 4:1 pd. | FK Szyłokarczma   |

| 6 listopada 2012 16:00 CET | Granitas Wilno · Sadovskij 87' | 1:6(0:3) | Žalgiris Wilno · 1', 40', 42', 69' Biliński · 58' Janušauskas · 77' Freidgeimas | Žalgirio Stadion, Wilno Widzów: 350 Sędzia: Jurijus Paškovskis |
|                            |                                |          |                                                                                 |                                                                |

| 7 listopada 2012 12:00 CET | Kruoja Pokroje | 0:2(0:1) | Ekranas Poniewież · 10' Vertelis · 75' Buinickij | Stadion Miejski, Pokroje Widzów: 110 Sędzia: Edmundas Gaigalas |
|                            |                |          |                                                  |                                                                |

| 7 listopada 2012 12:00 CET | FK Szawle · Lipskis 45' · Rimkevičius 53', 80' · Cesanelli 55' | 4:1(1:0) | Lietava Janów · 61' Bezykornovas | Savivaldybė Stadion, Szawle Widzów: 120 Sędzia: Saulius Atmanavičius |
|                            |                                                                |          |                                  |                                                                      |

| 7 listopada 2012 17:00 CET | Atlantas Kłajpeda · Begic 38', 99' · Razulis 107' · Laukžemis 119' | 4:1 pd.(1:1,1:1,3:1) | FK Szyłokarczma · 44' Užkuraitis | Stadion Miejski, Gorżdy Widzów: 250 Sędzia: Donatas Rumšas |
|                            |                                                                    |                      |                                  |                                                            |

## Półfinały
| Drużyna 1         | Wynik dwumeczu | Drużyna 2      | Pierwszy mecz | Drugi mecz |
| ----------------- | -------------- | -------------- | ------------- | ---------- |
| Ekranas Poniewież | 2:4            | FK Szawle      | 1:2           | 1:2        |
| Atlantas Kłajpeda | 0:1            | Žalgiris Wilno | 0:0           | 0:1        |

### Pierwsze mecze
| 16 kwietnia 2013 16:30 CET | Ekranas Poniewież · Abreu 40' | 1:2(1:2) | FK Szawle · 15' Alawerdaszwili · 39' Gedminas | Aukštaitijos Stadion, Poniewież Widzów: 800 Sędzia: Audrius Žuta |
|                            |                               |          |                                               |                                                                  |

| 17 kwietnia 2013 18:00 CET | Atlantas Kłajpeda | 0:0(0:0) | Žalgiris Wilno | Stadion Miejski, Gorżdy Widzów: 1 000 Sędzia: Gediminas Mažeika |
|                            |                   |          |                |                                                                 |

### Rewanże
| 30 kwietnia 2013 18:00 CET | Žalgiris Wilno · Gerc 90+3' | 1:0(0:0) | Atlantas Kłajpeda | LFF Stadion, Wilno Widzów: 2 000 Sędzia: Sergėjus Slyva |
|                            |                             |          |                   |                                                         |

| 1 maja 2013 17:00 CET | FK Szawle · Alawerdaszwili 74' · Urbelis 79' | 2:1(0:0) | Ekranas Poniewież · 81' Rimkevičius | Savivaldybė Stadion, Szawle Widzów: 700 Sędzia: Nerijus Dunauskas |
|                       |                                              |          |                                     |                                                                   |

## Finał
| Drużyna 1      | Wynik             | Drużyna 2 |
| -------------- | ----------------- | --------- |
| 19 maja 2013   |                   |           |
| Žalgiris Wilno | 3:3 pd. karne 8:7 | FK Szawle |

| 19 maja 2013 12:30 CET | Žalgiris Wilno · Švrljuga 13' · Skerla 45' · Gerc 91' | 3:3 pd. k. 8:7(2:2,2:2,3:3) | FK Szawle · 5' Vaskela · 34' Rašo · 98' Birškys | Stadion im. S. Dariusa i Girėnasa, Kowno Widzów: 2 500 Sędzia: Nerijus Dunauskas |
|                        |                                                       |                             |                                                 |                                                                                  |

## Sponsor
Głównym sponsorem rozgrywek od I rundy do III rundy był właściciel marki Carlsberg, a rozgrywki nosiły nazwę LFF "Carlsberg" taurės. Sponsorem w półfinale i finale jest firma "Druskininkų Hermio", a nazwa rozgrywek to LFF "Druskininkų Hermio" taurės.